# Паунова награда
Паунова награда додељује се за најбољу књигу поезије објављену између две Књижевне манифестације „Одзиви Пауну”.
Награду у част песника Пауна Петронијевића 1988. установио је и додељује Књижевни клуб „Паун Петронијевић” из Рибашевине, који је основала Народна библиотека Ужице. Награда је додељивана у периоду од 1988. до 1999. и састојала се од дипломе са ликом Пауна Петронијевића и новчаног износа. Награда је обновљена 2011. на подстицај књижевника Милијана Деспотовића, и том приликом су и ретроактивно додељене награде за период од 2000. до 2010.

## Добитници
Добитници су следећи уметници:

### Од 1988. до 1999.
- 1988 — Милан Тасић, за књигу Пролог.
- 1989 — Раде Познановић, за књигу Традиционално усмено народно стваралаштво ужичког краја.
- 1990 — Часлав Ђорђевић, за књигу Антологија боемске поезије.
- 1991 — Милица Здравковић, за књигу Међ' четири и по наша зида.
- 1992 — Иван Комарица, за књигу Наде и сумње.
- 1993 — Наташа Пејовић, за књигу Берба камена.
- 1994 — Светозар Радоњић Рас, за књигу Година граната.
- 1995 — Драган Јовановић Данилов, за књигу Живи пергамент.
- 1996 — Хаџи Драган Тодоровић, за књигу Месечар сребрног витла.
- 1997 — Милуника Бјелановић, за књигу Биографија душе.
- 1998 — није додељена
- 1999 — Милијан Деспотовић, за књигу Виолина од крика.

### Од 2000. (обновљена)

#### Од 2000. до 2010.
- 2000 — Милан Порубовић, за књигу Изазов.
- 2001 — Миомир Милинковић, за књигу Травка вечности.
- 2002 — Милутин Пашић, за књигу Књижевна дела носе печат времена.
- 2003 — Миљко Митровић, за књигу Тамнава.
- 2004 — Бранко Стевановић, за књигу Прича о принцу јединцу.
- 2005 — Реља Лукић, за књигу Уз луч сунца.
- 2006 — Раде Вучићевић, за књигу Уздарје и даривање.
- 2007 — Андреј Јелић Мариоков, за књигу Наша ствар.
- 2008 — Гордана Боранијашевић, за књигу Молитва за моје риме.
- 2009 — Вујица Бојовић (Винко Шелога), за књигу Смог кашаљ.
- 2010 — Светлана Ратковић Топаловић, за књигу Записнице.

#### Од 2011. до 2020.
- 2011 — Радомир Андрић, за књигу Санопис воде.
- 2012 — Љубивoје Ршумовић, за књигу Кућа са окућницом.
- 2013 — Милосав Тешић, за књигу Ветрово поље.
- 2014 — Слободан Ристовић, за књигу Дозивање Бога.
- 2015 — Вељко Лађевац, за књигу Глуварење са Дисом.
- 2016 — Валентина Златановић Марковић, за књигу Стазама Фрогнера.
- 2017 — Петар Матовић, за књигу Из срећне републике.
- 2018 — Срећко Гујаничић, за књигу Сећање на империју.
- 2019 — Борис Тановић, за књигу Надежник среће.
- 2020 — Мирослав Тодоровић, за књигу понАД рукОписа.

#### Од 2021.
- 2021 — Андрија Марковић, за књигу Мало пре него што ће сунце заспати.[4]
- 2022 — Драган Драгојловић, за књигу Сам насупрот себе.[5]
- 2023 — Сава Борчић, за књигу У загрљају месечине
- 2024 — Драгица Ђурић, за књигу Између семена и камена